# ایالات متحده آل
ایالات متحده آل (به انگلیسی: United States of Al) یک سریال کمدی موقعیت آمریکایی است که توسط دیوید گوچ و ماریا فراری ساخته شده‌است. در این سریال ادیر کالیان و پارکر یانگ، الیزابت آلدرفر، کلی گاس، دین نوریس و فارا مکنزی در نقش‌های فرعی بازی می‌کنند. این سریال، آل (کالیان)، مترجمی از افغانستان را دنبال می‌کند که به همراه دوستش رایلی (یانگ)، کهنه سرباز تفنگداران دریایی ایالات متحده، به کلمبوس، اوهایو نقل مکان می‌کند. این فیلم توسط چاک لوری تهیه شده و توسط استودیو تلویزیونی برادران وارنر تهیه و توزیع شده‌است.

## داستان
داستان این سریال حول ارتباط دوستانه میان یک تفنگدار نیروی دریایی آمریکا به اسم «رایلی» و یک مترجم افغان به اسم «اولمیر» می‌گردد. رایلی پس از سال‌ها به اوهایو برگشته و در تلاش است تا با زندگی معمولی اش سازگار شود

## بازیگران و شخصیت‌ها

### اصلی
- ادیر کالیان در نقش اولمیر کریمی، مترجم افغانستانی (متولد قندهار و مهاجرت به کابل) که او را همچنین با اسم آل می‌شناسند.
- پارکر یونگ در نقش رایلی دوگان، یک کهنه سرباز رزمی تفنگداران دریایی که تلاش می‌کند خود را با زندگی غیرنظامی در اوهایو وفق دهد.
- الیزابت آلدرفر در نقش لیزی دوگان، دختر آرت و خواهر کوچکتر رایلی.
- کلی گاس در نقش ونسا، همسر رایلی و مادر دخترشان.
- دین نوریس در نقش آرت دوگان، کهنه سرباز و پدر رایلی و لیزی.
- فارا مکنزی در نقش هیزل دوگان، دختر رایلی و ونسا [الف] او یک پسر بچه است و مانند پدرش سرکش است.